# KV-1
 (juillet 2014).
Si vous disposez d'ouvrages ou d'articles de référence ou si vous connaissez des sites web de qualité traitant du thème abordé ici, merci de compléter l'article en donnant les références utiles à sa vérifiabilité et en les liant à la section « Notes et références ».
Cet article concerne le char soviétique. Pour le tombeau de Ramsès VII dans la vallée des rois en Égypte, voir KV1.
Le KV-1 (KV pour Kliment Vorochilov), également désigné KW-1 par les Allemands (Kliment Woroschilow) ou encore russe : КВ-1 (Климе́нт Вороши́лов), est un char lourd soviétique de la Seconde Guerre mondiale de la série des chars KV.

## Histoire

### Conception

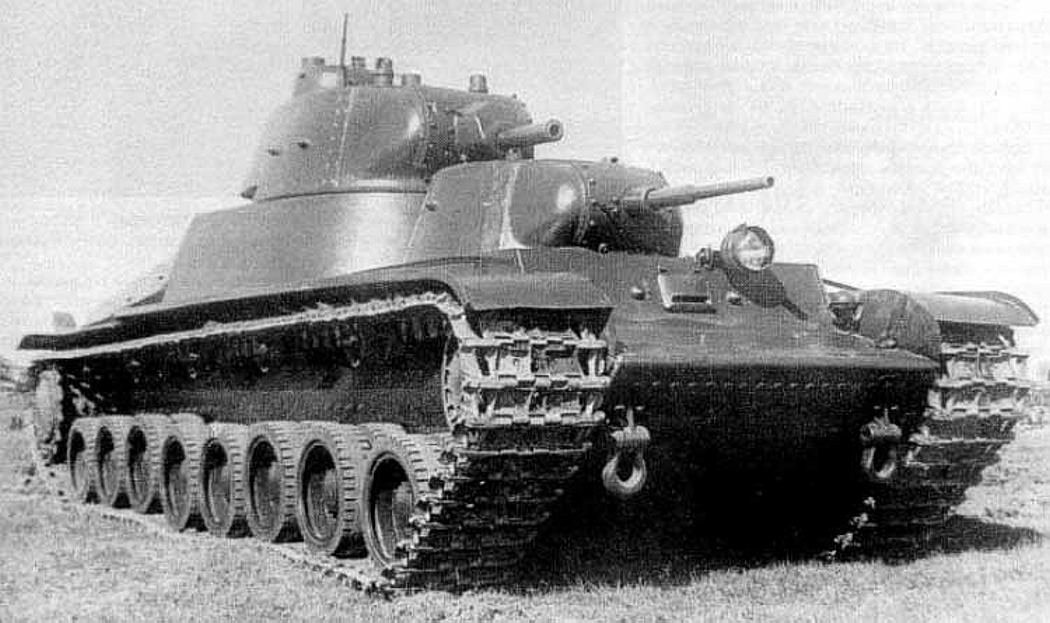
Prototype de tank T-100, juin 1939

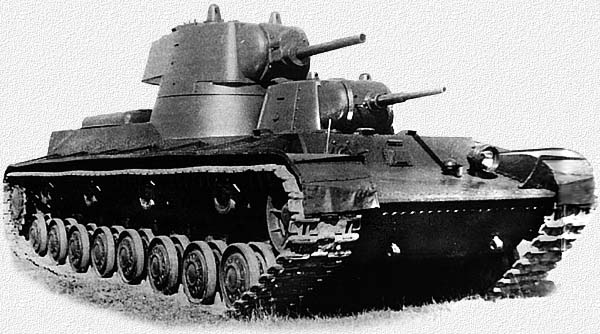
Prototype de tank SMK, août 1939

La guerre d'Hiver contre la Finlande qui humilie les Soviétiques montre les sérieuses carences de l'Armée Rouge, et en particulier de son arme blindée. Dès lors, ceux-ci virent l'utilité de se doter de véhicules lourds et bien armés afin de pouvoir évoluer en « toute sécurité ». Deux véhicules vont être mis à l'étude, le T-100 (en) par N. Barykov du bureau OKMO (en) à Leningrad et le SMK dirigé par Joseph Kotine du bureau Kirovski également à Leningrad. Pourtant, Joseph Kotine, jeune ingénieur encore mal connu doutant de plus en plus de la pertinence d'utiliser des véhicules multitourelles, va mettre à l'étude un char monotourelle reprenant nombre de composants du SMK,. Le véhicule sera néanmoins doté de deux canons coaxiaux, un canon de 76 mm et un de 45 mm, afin de ne pas heurter la susceptibilité du GKO.
Le projet semblant prometteur, le ministre de la guerre autorise son développement en parallèle du SMK, le 27 février 1940, sous la désignation KV (Kliment Vorochilov, ministre de la guerre de l’époque) et le 1er septembre, le prototype est en test, armé de deux canons coaxiaux, un de 76,2 mm et un de 45 mm. Il séjourne à Moscou dénommé KV U-0, du 5 septembre au 8 octobre 1940 pour des tests gouvernementaux l'opposant au SMK et au T-100.

### Premiers engagements
La guerre d'Hiver contre la Finlande ayant éclaté, les essais opérationnels furent menés directement sur le front, le SMK, le KV U-0 et le T-100, furent intégrés dans le 91e bataillon blindé de la 20e brigade de chars lourds. Le KV, qu’on avait modifié pour le remplacement du canon de 45 mm par deux mitrailleuses, une coaxiale et une à l’arrière de la tourelle, s’y révéla nettement supérieur et le 19 décembre, il était accepté dans l’Armée rouge. Un plan de production de 50 puis 200 exemplaires fut lancé, pendant qu’on éliminait les défauts de jeunesse, au niveau de la transmission et des trains de roulement, révélés par un galop d’essai de 2 648 km en mai.
À la fin de l'année on substitua au canon L-11 un F-32 du même calibre mais bénéficiant d’une plus grande vitesse à la bouche, et au moteur V-2 un V-2k de 600 chevaux, donnant naissance au modèle 1940. En même temps, une version, dite à grande tourelle, armée d’un obusier de 152 mm raccourci, appelé M-10T, fut étudiée puis mise en production comme KV-2. Peu de temps après le début de l’invasion allemande, on ajouta des plaques de blindage supplémentaires boulonnées sur le blindage existant donnant ainsi, le KV-1e (e, pour « ekranami » écran en français).
En juillet, apparut le modèle 1941, avec son canon ZIS-5 encore plus long, monté dans une nouvelle tourelle soudée mieux blindée. À l’automne, la perte de Kharkov contraignit à adopter le moteur à essence M17T sur une centaine d'exemplaires.

### Productions
Le KV-1 a été produit en grande série, de mars 1940 à août 1942, avec un total de 2 769 exemplaires. Son efficacité a contribué à de nombreuses victoires contre le Troisième Reich. Plusieurs améliorations lui seront apportés pour le rendre plus rapide et augmenter son blindage. Par la suite, plusieurs autres chars plus avancés feront leur apparition (les KV-1s) jusqu’à la série des IS (Iosif Staline), JS pour les occidentaux (J pour Josef). On retrouve encore aujourd'hui des KV-1 dans les lits des rivières. Au printemps 2003, un de ces chars a été retrouvé dans la Neva près de Saint-Pétersbourg.

## Versions

### KV-1E

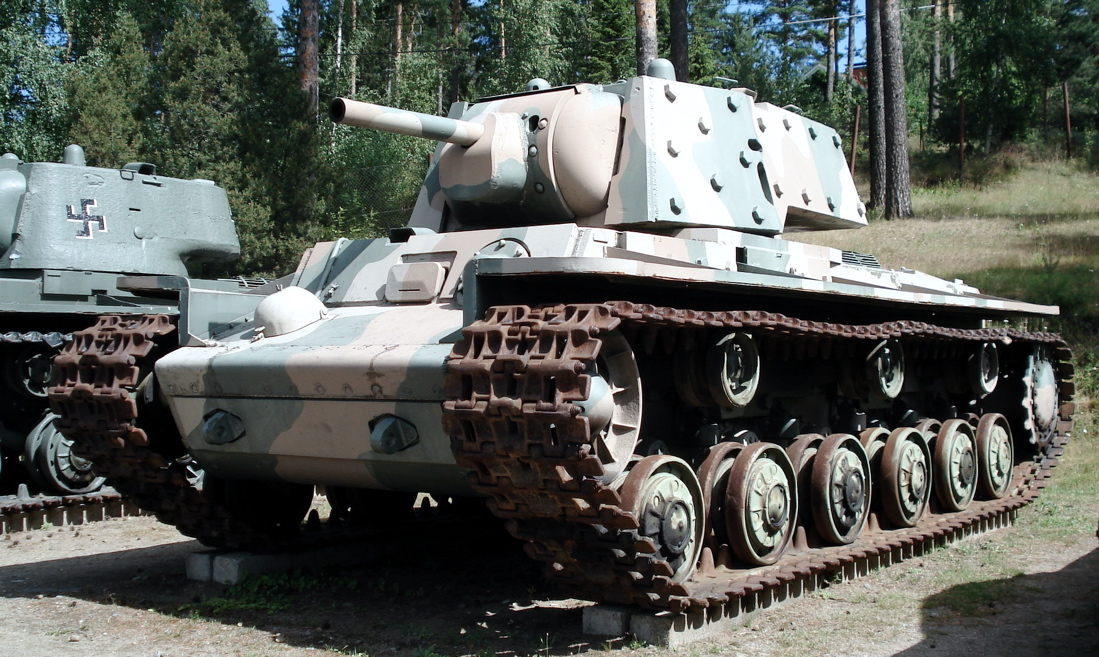
KV-1E modèle 1941

En 1941, une rumeur affirmait que les Allemands étaient sur le point d'engager des véhicules très lourdement protégés faisant plus de 100 tonnes et par conséquent, bien mieux armés. Idée est alors émise de reprendre la base du KV-1 et d'y ajouter des plaques de blindage additionnelles. Le KV-1 voit ainsi son blindage frontal passer de 75 à 120 mm pour la tourelle et la protection latérale est poussée à 100 mm. L'engin est nommé KV-1E, E pour ehkranami (écran en français). Revers de cet ajout de surblindage, la fiabilité déjà défaillante est soumise à rude épreuve : la transmission se rompt régulièrement et le moteur surchauffe dangereusement. Pour finir, l'autonomie de l'engin en est réduite d'autant. Surtout que lors de l'offensive allemande Barbarossa (22 juin 1941), le char le plus lourd aligné par l'armée du Reich est le Panzer IV, qui ne pèse qu'une vingtaine de tonnes.

### KV-1s

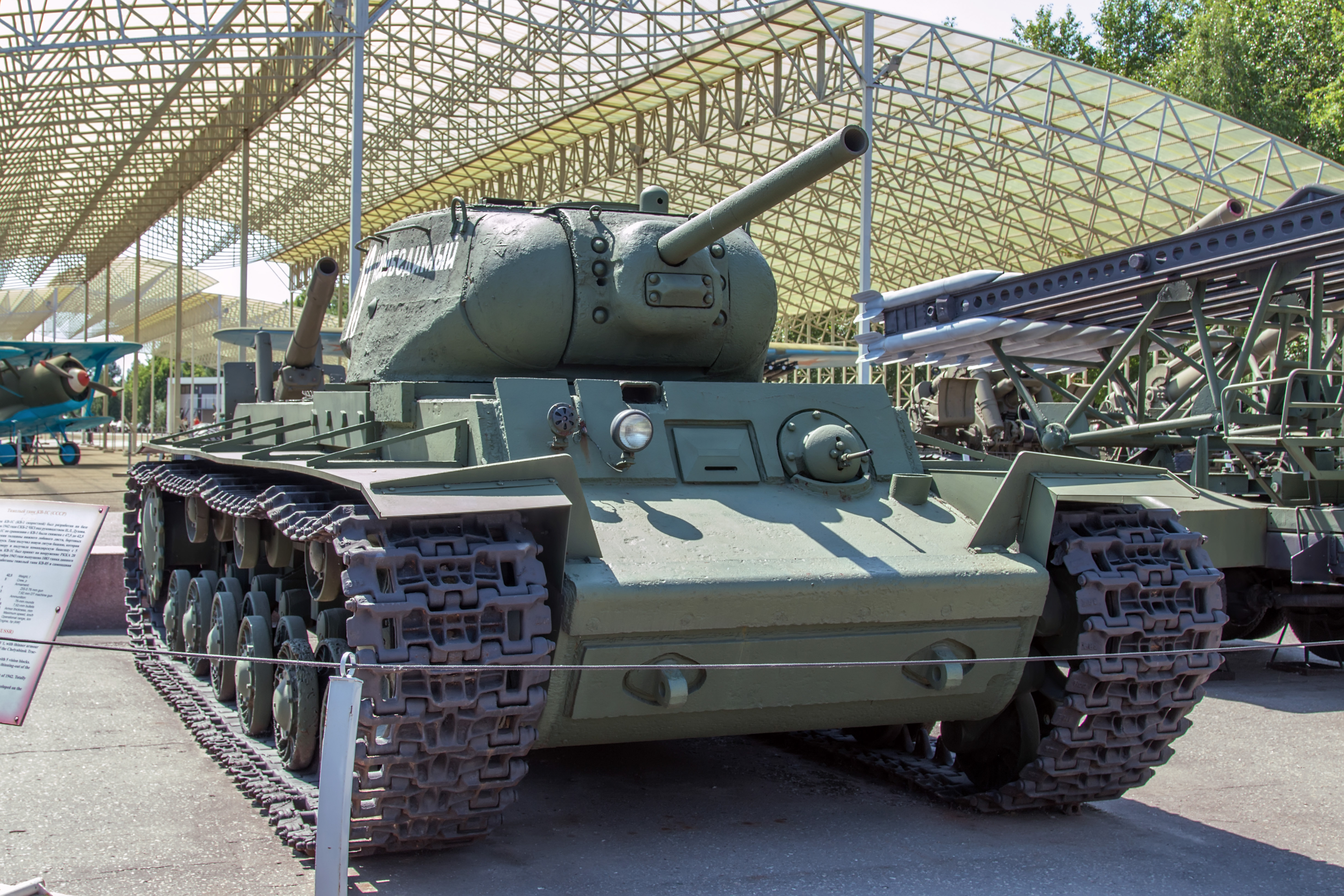
KV-1S au Great Patriotic War Museum

En 1942, le développement s’axa sur un modèle déblindé, plus léger, car l’augmentation du blindage avait sérieusement diminué la mobilité. Ce modèle fut nommé KV-1s (s pour « skorostnoy », rapide). Il reçut une nouvelle transmission, des chenilles élargies à 608 mm, un blindage revenu à 75 mm et une nouvelle tourelle avec un tourelleau pour le chef de char pouvant embarquer soit le ZIS-5 soit le F-34. Sa production fut lancée le 20 août 1942. Un premier essai avec un canon de 85 mm fut tenté avec l'Objet 220 pesant 63 tonnes, suivi de l'Objet 223 de 75 tonnes avec un 107 mm F-42. Un modèle lance-flamme suivit : le KV-8, où le 76,2 mm cédait la place à un 45 mm 20K, qui eut sa variante « rapide », le KV-8s et donna lieu à une production en série.

### KV-85

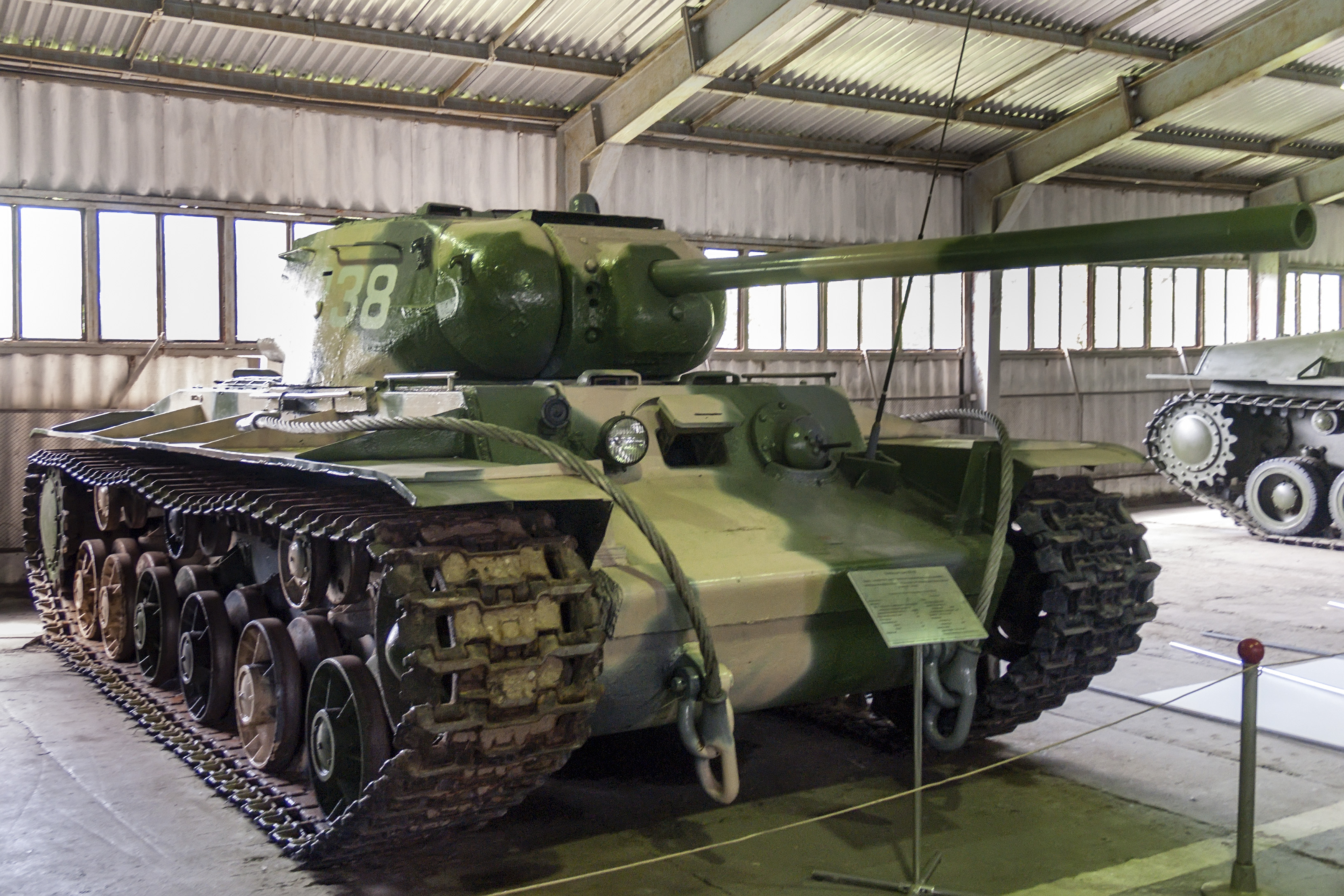
KV-85 au Kubinka Museum

En 1943, l’idée de réarmer le KV avec un canon de 85 mm se concrétisa enfin, rendue urgente par l’apparition des chars Tigre allemands beaucoup plus difficiles à détruire. L'objet 237, armé avec un S-18, puis des KV réarmés avec des S-31 et des D-5T furent testés, et finalement à la fin de l’année apparut le KV-85 aussi appelé IS-85. Il fut produit parallèlement au KV-1s.
Une autre piste fut explorée, avec une variante sans tourelle, un canon d'assaut automoteur, armée d'un obusier ML-20 de 152 mm capable de perforer 110 mm de blindage à 2 000 mètres. Ce véhicule rapidement mis au point fut accepté au service sous l'appellation de SU-152 le 14 février 1943. L’été suivant, engagé à Koursk, il y fut surnommé убийца животных, littéralement tueur de bêtes, les chars allemands portant des noms de fauves (Panther, Tiger...). Cependant le châssis de l'IS (Iosiph Stalin) présentait un potentiel supérieur et l’apparition en 1944 de l’IS-2, armé d'un 122 mm, marqua la fin du développement du char KV.

## Engagements

### Armée Rouge

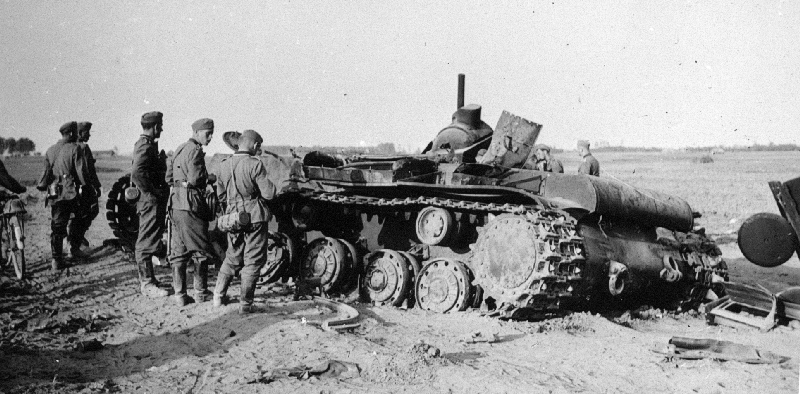
KV-1 détruit par les forces allemandes, été 1941.

Dès les premiers engagements du conflit germano-soviétique, les unités blindées de l'Armée rouge mettent en ligne ce char d'assaut contre les divisions blindées allemandes ; en effet, dès le 24 juin, des contre-offensives soviétiques sont lancées contre les pointes blindées allemandes, parvenant à les retenir, mettant en échec le plan initial de la Wehrmacht ; le KV-1 joue un rôle décisif lors de ces contre-offensives.
Les Soviétiques parviennent ainsi à éloigner les unes des autres les pointes blindées allemandes et les unités d'infanterie. Très peu de blindés allemands parviennent à tenir tête au KV-1 : seuls le StuG III, et ultérieurement des véhicules armés d'un canon long à l'instar du StuG III ausf. F et du Panzer IV ausf. F2 et leurs versions ultérieures sont en mesure de détruire un KV-1 à distance de sécurité, c'est-à-dire sans riposte efficace du fait de la mauvaise qualité des optiques de visée du char soviétique.

### Wehrmacht
Lors de l'opération Barbarossa, des KV-1 ont été capturés par l'Allemagne. Ces chars ont été utilisés sous l'appellation de Beutepanzer (char de butin). Les KV-1 capturés ont été immédiatement utilisés par les unités allemandes, et aussi longtemps que les munitions et les pièces de rechange ont été disponibles. Pour éviter toute confusion, ils ont été remis à neuf et repeints, avant d'être renvoyés au combat au sein de la Wehrmacht, jusqu'au milieu de l'année 1942.
À cause de leur poids et des divers défauts techniques du moteur et de la transmission, ils étaient cependant très difficiles à récupérer et à ramener derrière les lignes. 
Un KV-1 capturé a été doté d'une nouvelle tourelle (coupole pour le chef de char et optiques allemandes) pour accueillir le canon antichar Kwk 40 et fut désigné Panzerkampfwagen KV-1A 753(r). Il avait aussi été doté d'une plaque de blindage frontal supplémentaire de 25 mm et sa tourelle modifiée avait un blindage épais de 105 mm et un mantelet épais de 50 mm
Au moins 50 KV-1 capturés auraient été utilisés par les Allemands lors de la bataille de Koursk, selon les fichiers de la Wehrmacht. Leur nombre réel était probablement plus élevé, car de nombreux fichiers ont été perdus ou sont incomplets. L'armée finlandaise a aussi capturé un KV-1.
Enfin, la surprise créée par le KV-1 en 1941 incite les responsables allemands à concevoir des blindés en mesure de le contrer efficacement, ce qu'ils ne réussiront pas.

## Équipements et pièces

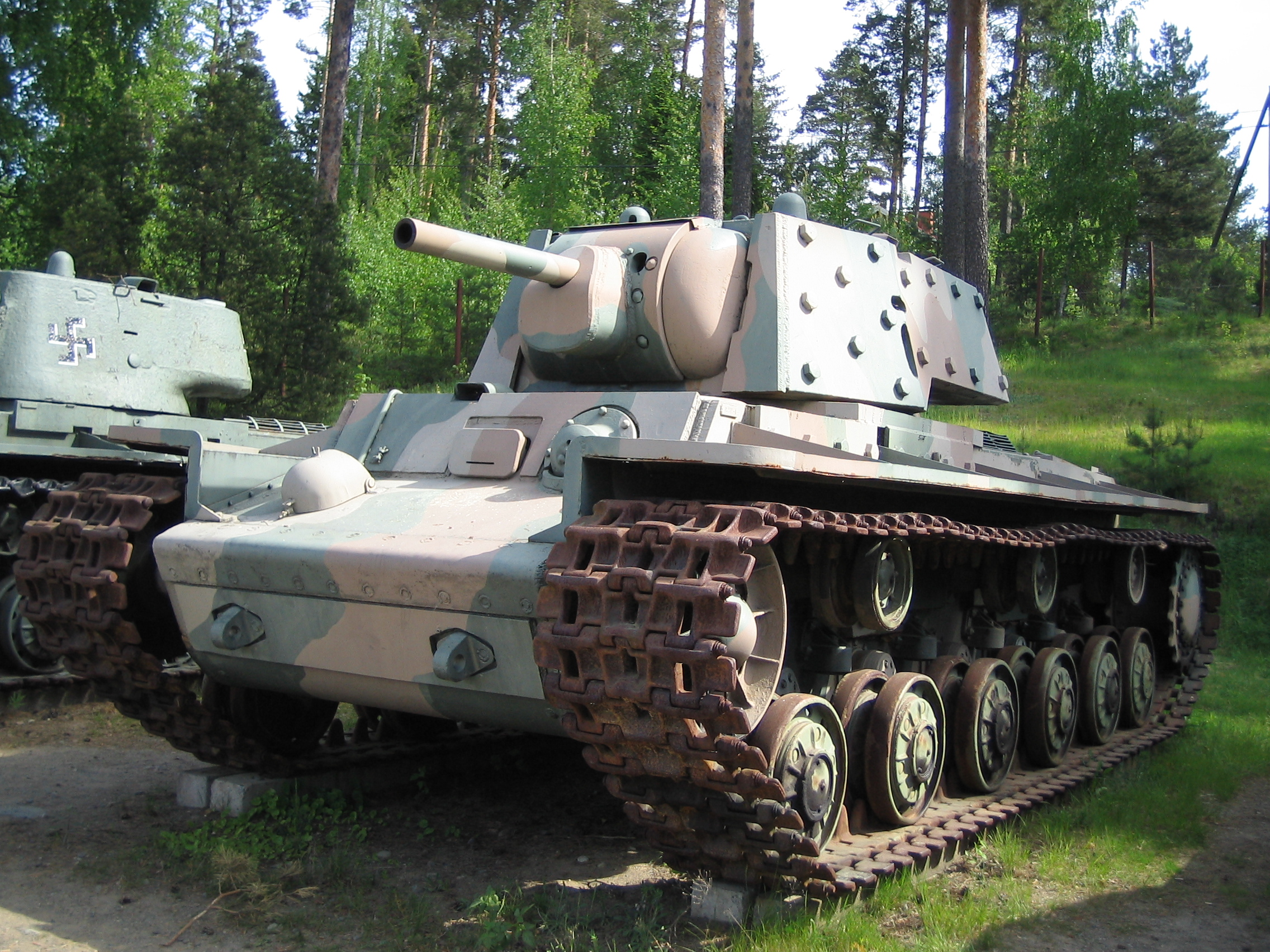
KV-1E modèle 1941

### Informations générales
- Pays : URSS
- Date de fabrication : 1940
- Poids : 46 tonnes (47,8 tonnes en pleine charge).

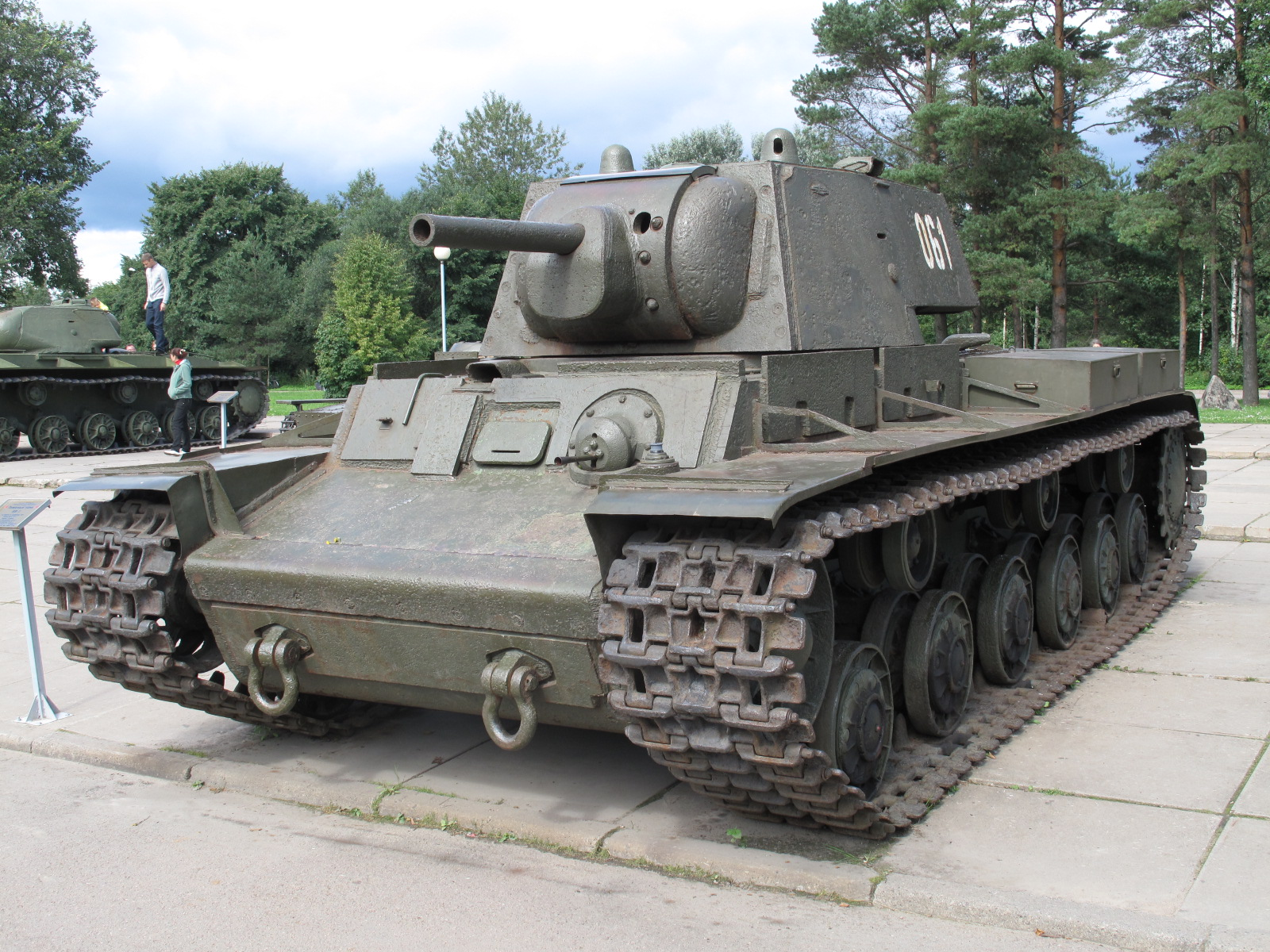
KV-1 à Kirovsk

- Équipage : un opérateur radio, un pilote, un tireur, un chargeur de munitions et un chef de char, soit cinq membres d'équipage.
- Blindage de la caisse : 75/75/70 mm

### Motorisation
- Moteur : V12 diesel conçu par l'usine Malichev de Kharkiv durant les années 1930
  - V-2K (600 ch) à 2000 tr/min
  - V-2K-s (600 ch) utilisé par le KV-1s et le KV-85, il à la même puissance que le V-2K mais à un régime moins élevé (1900 tr/min).
- Vitesse maximale du véhicule : 30-35 km/h

### Suspensions
- KV-1 mod. 1940, charge maximale : 47,8 tonnes
- Vitesse de rotation : 18 degrés par seconde

### Armement et tourelle
- Tourelle : KV-1 LKZ mod. 1940
- Blindage de la tourelle : 95/75/75 mm
- Vitesse de rotation de la tourelle : 24 deg/sec
- Canon : ZiS-5 76,2 mm (ou 122 mm U-11 selon le but de la fabrication).
- Cadence de tir : environ quinze coups par minute.
- Capacité de munitions : environ cent obus

### Radio
- Radios : 10R
- Portée 360 m

## Variantes du KV-1
- KV-1 modèle 1939 : c'est le premier modèle de ce char et le premier à avoir connu de nombreux ennuis au niveau de l'embrayage et de la transmission. Il était propulsé par le même moteur que le T-34, le V12 diesel V-2K développant 600 ch et armé du même canon que les premiers T-34, le L-11 de 76,2 mm. Les tôles de blindage étaient soudées entre elles et le blindage frontal était de 75 mm au maximum (90 mm pour le bouclier du canon). Son poids était de 43,5 tonnes. Ce modèle n'avait pas de mitrailleuse de caisse et fut très rapidement remplacé.
- KV-1 modèle 1940 : le canon de 76,2 mm était compliqué à fabriquer et peu performant au combat. Il fut donc remplacé par un canon plus long, le F-32. Une troisième mitrailleuse DT fut installée sur une rotule sur la caisse. Ce modèle fut fabriqué par deux usines : l'usine no 100 Kirovski à Leningrad (LKZ) et l'usine de Tcheliabinsk (ChTZ) ou Tankograd. Les chars provenant de la 1re usine étaient assemblés par soudures uniquement, alors que ceux provenant de la seconde étaient assemblés par boulonnage, suivi d'une soudure, ce qui permettait de les différencier.
- KV-1E modèle 1940 : en 1940 sortit un nouveau modèle équipé d'un blindage rapporté et d'un nouveau canon de 76,2 mm, le KV-1E (E pour "ekranami" = écran). Ces plaques de 35 mm d'épaisseur étaient boulonnées sur la plaque frontale du bas de caisse, la plaque frontale de la superstructure, les côtés de la superstructure et de la tourelle. Ce nouveau modèle était armé du canon de 76,2 mm F-32 (munitions plus performantes) dans une nouvelle tourelle moulée. L'augmentation du blindage fit passer le poids du char à 47,5 tonnes, ce qui réduisit sa vitesse maximale (30 km/h au lieu de 35 km/h). Pour compléter l'armement, une mitrailleuse de caisse montée sur rotule fut installée sur la plaque frontale de la superstructure, à droite.
- KV-1 modèle 1941 : en 1941 sortit un nouveau modèle doté du tout nouveau canon ZIS-5 de 76,2 mm (parfois le F-34 du même calibre). À part le canon et un poids de 45 tonnes, il n' y avait pour ainsi dire aucune différence, sinon la mitrailleuse de caisse, entre le modèle 1939 et le modèle 1941.
- KV-1 modèle 1942 : en décembre 1941, l'usine no 200 proposa une nouvelle tourelle moulée semblable à celle du KV-1 modèle 1941, mais renforcée avec un blindage atteignant désormais 120 mm. Cependant, grâce à une bonne répartition du blindage, la masse n'en était pas augmentée. La nouvelle tourelle était protégée par un anneau plus large et la mitrailleuse arrière possédait un collier de blindage. La plage arrière fut remplacée par une plaque de blindage plate bien plus facile à fabriquer, et le blindage maximum de la caisse passa à 110 mm. Cette augmentation du blindage surcharge les galets de roulement et un nouveau modèle de galets moulés à « ailettes », plus résistant (mais aussi plus économique à produire), fut donc conçu pour compenser.
- KV-1S modèle 1942 : finalement, en 1942, sortit une version déblindée du KV-1, pour rendre celui-ci plus rapide pour se rapprocher du T-34. Cette version était dotée d'une tourelle légèrement plus petite (avec tourelleau pour le chef de char) ainsi que d'un blindage moins épais sur les flancs de la caisse et l'arrière du compartiment moteur. Le canon était le ZIS-5 de 76,2 mm, comme sur le modèle de 1941. Ce nouveau modèle fut également équipé d'une version améliorée du moteur V12 diesel V-2K, le V-2K-s (d'où le "s" (skorostnoy ou vitesse) du KV-1s). Ce moteur développait toujours 600 ch mais à un régime de 1 900 tours par minute au lieu de 2 000 pour le V-2K. Les galets de roulement furent remplacés par de plus légers et de nouvelles chenilles de 670 mm de large furent installées. La boîte de vitesses fut également remplacée. Tous ces changements permettaient au KV-1s d'atteindre 43 km/h sur route. Durant l'été 1942, le prototype fut testé et, le 20 août 1942, la production débuta. Cependant lors de son apparition, l'Armée rouge avait un urgent besoin de chars mieux protégés et la production du KV-1s fut stoppée en avril 1943.